# Добел
Добел (њем. Dobel) општина је у њемачкој савезној држави Баден-Виртемберг. Једно је од 25 општинских средишта округа Калв. Према процјени из 2010. у општини је живјело 2.260 становника. Посједује регионалну шифру (AGS) 8235018.

## Географски и демографски подаци
Добел се налази у савезној држави Баден-Виртемберг у округу Калв. Општина се налази на надморској висини од 689 метара. Површина општине износи 18,4 km². У самом мјесту је, према процјени из 2010. године, живјело 2.260 становника. Просјечна густина становништва износи 123 становника/km².

## Међународна сарадња
| Мјесто   | Држава   | Врста сарадње | Од    |
| -------- | -------- | ------------- | ----- |
| Тотважоњ | Мађарска | партнерство   | 1994. |
| Извор    |          |               |       |